# Antonius Baldinucci

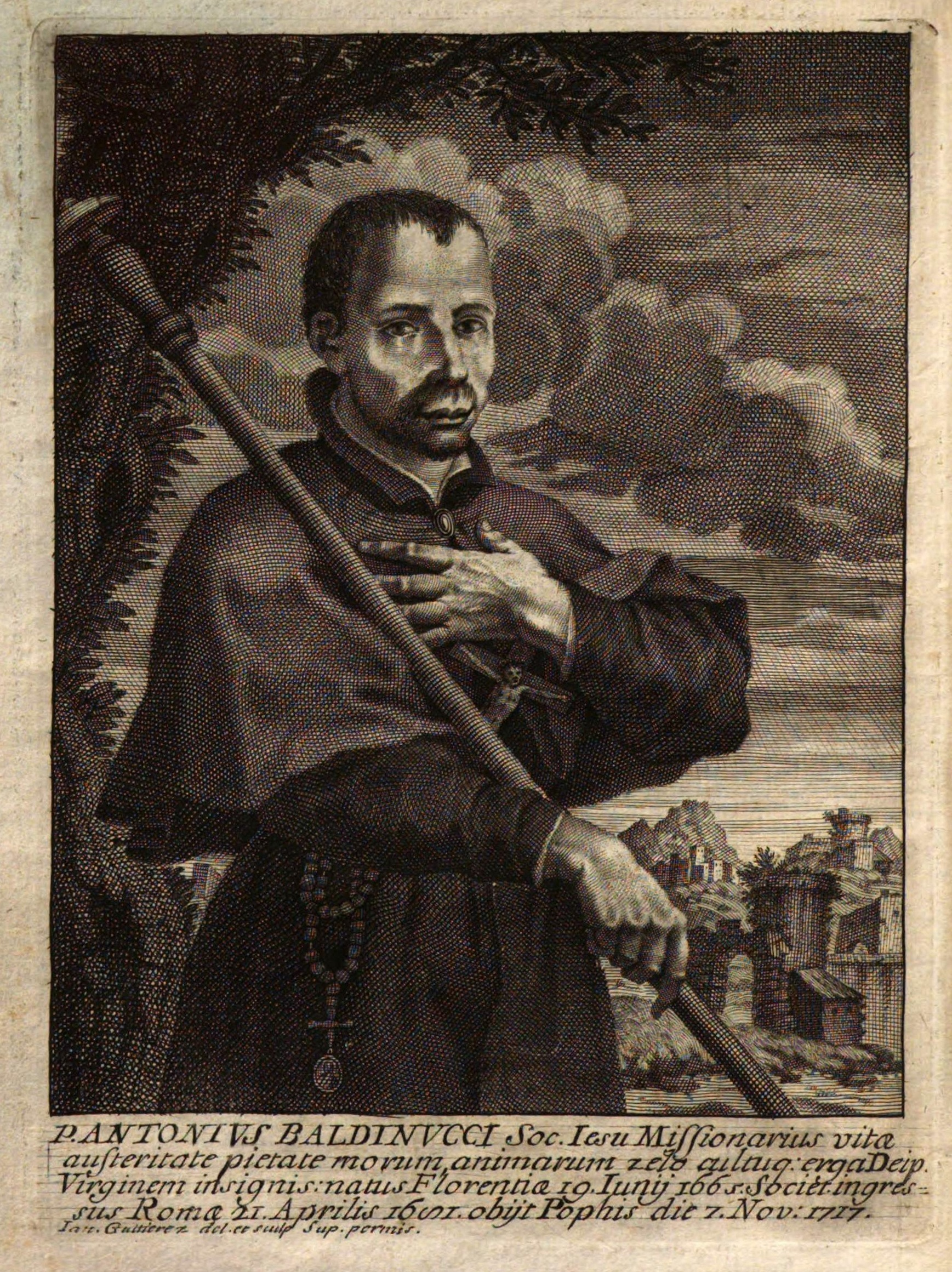
P. Antonius Baldinucci, Porträt in Francesco Galluzzi: Vita del P. Antonio Baldinucci della Compagnia di Giesù, missionario, Rom 1720

Antonius Baldinucci SJ  (* 19. Juni 1665 in Florenz; † 17. November 1717 in Pofi, Provinz Frosinone) war ein italienischer Missionar.

## Werdegang
Er war der jüngste Sohn des florentinischen Kunsthistorikers Filippo Baldinucci. Im Jugendalter wurde er von Baldassare Franceschini porträtiert. 1681 trat er in Rom in die Gesellschaft Jesu ein. Sein großer Wunsch war es, in die Heidenmission geschickt zu werden und das Martyrium zu erlangen. Wegen seiner schwachen Gesundheit wurde er allerdings zur Volksmission in den Diözesen um Frascati und Viterbo bestimmt. Dort leistete er in 448 Missionen dauerhafte Erfolge. Seine Seligsprechung erfolgte im Jahre 1893. Mehrere Zeugen berichteten laut den Seligsprechungsakten, dass Baldinucci die Fähigkeit gehabt habe, auch solche Sünden zu erkennen, die der Pönitent nicht aussprach oder selbst schon fast vergessen hatte.